# Cristina de Borbón-Dos Sicilias
La princesa María Cristina de Borbón-Dos Sicilias (Roma, 24 de diciembre de 1869 – id. 28 de marzo de 1870) fue la única hija del rey Francisco II de las Dos Sicilias y su esposa, la reina María Sofía.

## Biografía

### Los padres
Exiliados en Roma (todavía bajo el dominio papal), para los Borbón-Dos Sicilias era necesario que los reyes perpetuaran la dinastía en el escenario relativamente probable de un fracaso del recién nacido (1861) Reino de Italia. Huyendo del castillo de Gaeta, donde habían encontrado refugio, los reyes habían considerado la anexión como temporal.
Apoyados por otras familias europeas soberanas, que consideraban que los Saboya eran usurpadores del trono borbónico, los Borbón-Dos Sicilias eran muy conscientes de la importancia de un fuerte linaje sano, para alentar a los antiguos súbditos a actuar contra los Saboya.
Sin embargo, el rey Francisco sufría de una fimosis sin operar que le impedía tener hijos. Su naturaleza profundamente religiosa y tímida también le había impedido cualquier contacto íntimo con su esposa.
María Sofía, después de ser paciente durante algún tiempo, finalmente había dado rienda suelta a su sensualidad al embarcarse en varias relaciones extramatrimoniales. De uno de sus amantes, el conde belga Armando de Lawayss, María Sofía tuvo una hija, un embarazo bien escondido por su madre, la princesa Ludovica de Baviera, y sus hermanos para evitar un escándalo.
El emperador Francisco José I de Austria y su esposa Isabel, la famosa Sisi, hermana de María Sofía, decidieron arreglar la situación y convencieron al rey Francisco II de que debía cumplir con sus deberes matrimoniales, mientras invitaba a su hermana a regresar a Roma, con la excusa de tener un regalo suyo. Esperándola Francisco, el cual bajo la presión del emperador y la corte papal, finalmente decidió someterse a una operación para resolver su problema físico; María Sofía, de vuelta en Roma, encontró el regalo de su hermana: una costosa cama doble.

## Nacimiento y muerte
En abril de 1869, profundamente conmovido, Francisco anunció el embarazo de su esposa. Tal fue la alegría que el antiguo rey quería cuidar no sólo de su esposa, sino también de todos los preparativos, desde el ajuar hasta la elección de la enfermera. Asistida por su hermana Isabel, que llegó de incógnito para el evento, María Sofía dio a luz a una hermosa, pero débil niña en Nochebuena. Asistió al parto Antonio Panunzi, jefe obstetra del Hospital de San Rocco y del Hospital del Espíritu Santo en Sassia. La niña recibió el nombre de María Cristina en honor a su abuela paterna, María Cristina de Saboya, al que se le añadió Pía en honor al Papa Pío IX. Todos hubieran preferido un niño, pero la pareja todavía era joven y deberían llegar otros niños.
La gobernanta elegida para liderar la habitación de la niña fue una dama inglesa de mediana edad que demostró ser muy excéntrica e incapaz de adaptarse al estricto protocolo real de los Borbones, sugiriendo que la princesa debía tomar baños fríos y dejarla secar al sol y dándole bebidas alcohólicas "para construir carácter". Como era costumbre, los padres rara vez visitaban a los recién nacidos (y a los niños, en general), había poca supervisión que podría haber impedido que la salud de la niña se deteriorara rápidamente por estas peculiaridades.
El lujoso bautismo tuvo lugar cinco días después del nacimiento en el Palacio Farnesio en Roma con el cardenal Giacomo Antonelli en representación del Papa Pío IX, y su tía materna Sisi, que hicieron de padrinos. Para la ocasión acudió toda la nobleza napolitana, diplomáticos, prelados y todas las hermanas de María Sofía. La aristocracia napolitana trajo, entre los muchos regalos, una cuna llegada de París. La celebración pretendía ser un contraataque contra las manifestaciones que tuvieron lugar en la antigua capital de Francisco y María Sofía, donde Margarita de Saboya había dado a luz al futuro Víctor Manuel III. La Iglesia Católica había rechazado el acontecimiento debido a la tensión con la familia gobernante de Italia e incluso los probritánicos consideraron el nacimiento de María Cristina como el verdadero nacimiento real del año.
Sin embargo, la salud de la princesa se deterioró progresivamente. Su pequeño cuerpo estaba lleno de pústulas. Fueron llamados los médicos más famosos, pero las malas noticias no pudieron evitarse. María Sofía acudió desesperadamente hasta el lecho de la pequeña María Cristina, que murió en sus brazos. Su muerte, con sólo tres meses de edad, sacudió para siempre las relaciones entre sus padres: María Sofía abandonó Roma, para nunca regresar, mientras que Francisco se volvió aún más introvertido, perdiendo interés en las funciones reales y dedicando su tiempo casi en su totalidad a la oración y las funciones religiosas. La pareja no tuvo más hijos.
La bebé fue enterrada en la Iglesia del Espíritu Santo de los Napolitanos en Roma. En 1938 los cuerpos de sus padres (que habían muerto en el exilio en 1894 y 1925), fueron trasladados a la iglesia siendo depositados junto a su hija. Ahí permanecerían hasta el 18 de mayo de 1984, cuando fueron trasladados a la capilla familiar de los Borbones, en la Basílica de Santa Clara en Nápoles donde la familia, reunida, descansa junto a otros cuerpos de la Casa Borbón-Dos Sicilias.